# مملكة ديان
كانت ديان (باللغة الصينية: 滇) مملكة قديمة أسسها شعب ديان المكون من مجموعة من القبائل الأصلية غير الصينية التي عملت في تصنيع الأدوات المعدينة وسكنت الهضاب المحيطة ببحيرة ديان في شمال ووسط مقاطعة يونان في الصين في فترة الربيع والخريف وحتى عصر سلالة هان الحاكمة. كان أفراد مملكة ديان يدفنون موتاهم في مقابر رأسية. من المحتمل أن تكون لغة مملكة ديان واحدة من اللغات التبتية البورمية. هُجّر شعب مملكة ديان بشكل تدريجي، وانخرط في ثقافة هان الصينية مع توسع سلالة هان إلى حدود المنطقة التي تعرف اليوم باسم مقاطعة يونان. تسبب ضم إمبراطورية هان لمملكة ديان في عام 109 قبل الميلاد في تشكيل مقاطعة بيتشو.  

## التاريخ
كانت ديان مملكة قديمة تقع في المدينة التي يطلق عليها اليوم اسم يونان والواقعة في المناطق الجنوبية الغربية من الصين. أًسست ديان، وفقًا لمؤرخ سلالة هان، سيما تشيان، في عام 279 قبل الميلاد، عندما أرسل الملك تشينغ شيانغ من تشو قوةً عسكرية إلى المناطق الجنوبية الغربية من المملكة. وصل الجنرال شوانغ شيو من تشو إلى بحيرة ديان على رأس قوة عسكرية كجزء من حملة تشو العسكرية. عندما تعرضت منطقة تشو للغزو من قبل سلالة تشين الحاكمة، قرر شوانغ شيو البقاء في يونان واعتماد الحدود الأصلية لها وتأسيس مملكة ديان. بعد ذلك، تمكنت سلالة هان الحاكمة من الإطاحة بأسرة تشين، وأمرت قيادات السلالة الجديدة برسم حدود مملكة ديان.
وفقًا لسجلات المؤرخ الكبير شي جي، كانت المناطق الجنوبية الغربية من الصين واقعة تحت سيطرة البرابرة، وكان حاكم منطقة ييلانغ أقوى حكامهم. إلى الغرب من ييلانغ، عاش شعب ميمو الذي كان حاكم ديان أقوى حكامهم. عاش شعب كيونغدو في المناطق الواقعة إلى الشمال من مملكة ديان. استقر أفراد هذه الشعوب في مساكن ثابتة، وعملوا في الحقول واعتادوا على تصفيف شعرهم على شكل مطرقة.

كانت المنطقة الممتدة من شرقي تونغشي وحتى ييو خاضعة لقبائل سوي وكانمينغ الذين اعتادوا على ضفر شعرهم وعلى الانتقال مع ماشيتهم من منطقة إلى أخرى دون أن يقطنوا مساكن ثابتة أو يحظوا بحكام. إلى الشمال الشرقي من المناطق التي عاشت فيها قبائل سوي، سكنت شعوب شي وزودو. كانت عوائل ران ومانغ، التي سكنت المناطق الغربية من إقليم شو، من أقوى قبائل شعب زودو. تنقل بعضهم مع ماشيتهم من منطقة إلى أخرى، بينما عاش بقيتهم في مساكن ثابتة. عاشت عوائل البايما، المنتمية إلى قبيلة دي، في المناطق الواقعة إلى الشمال من تلك التي سكنتها قبائل ران ومانغ.
شو هو المكان الوحيد الذي تصنع فيه صلصة جو المصنوعة من التوت والتي كانت تُصدر سرًا بكميات ضخمة إلى أسواق منطقة ييلانغ في زانغكي. كان عرض مدخل منطقة زانغكي يتجاوز 100 خطوة، وهو واسع بما يكفي للسماح للقوارب بالتحرك دخولًا وخروجًا عبرها. أرسل ملك جنوب يوي الأموال والبضائع في محاولة منه للسيطرة على ييلانغ، ووسع نطاق جهوده لتصل إلى تونغشي في الغرب، إلا أنه لم يتمكن من إقناع شعوب مناطق ييلانغ بسيادته عليها. 
- سجلات المؤرخ الكبير شي جي. 